# Noroeste Cearense
Noroeste Cearense è una mesoregione dello Stato del Ceará in Brasile.

## Microregioni
È suddivisa in 7 microregioni:
- Coreaú
- Ibiapaba
- Ipu
- Litoral de Camocim e Acaraú
- Meruoca
- Santa Quitéria
- Sobral